# Gelbbauchtaube
Die Gelbbauchtaube (Leptotila ochraceiventris) ist eine Art der Taubenvögel. Sie kommt ausschließlich in Südamerika vor. Die Gelbbauchtaube gilt in ihrem Bestand als gefährdet (vulnerable).

## Erscheinungsbild
Die Gelbbauchtaube erreicht eine Körperlänge zwischen 23 und 25 Zentimeter. Sie ist damit etwas größer als eine Lachtaube.
Die Männchen der Gelbbauchtaube haben einen blass weinrötlichen Vorderkopf, der in einen weinrötlichen Scheitel übergeht. Der Nacken und der Hinterhals sind bräunlich weinrot. Auf dem Mantel befindet sich ein Band metallisch violett-rötlich schimmernder Federn. Die Flügeldecken, der Rücken, der Bürzel und die Oberschwanzdecken sind dunkel olivbraun. Die äußeren Paare der Steuerfedern sind schwarz mit breiten weißen Spitzen.
Das Kinn ist weiß, die Kehle ist isabellfarben bis cremeweiß, das Gesicht ist zimtfarben bis dunkel isabellfarben und die Halsseiten sind rötlich-zimtfarben. Die Brust ist mattrosa und geht in einen zimtfarbenen bis sockerfarbenen Bauch über. Die Flanken und die Unterschwanzdecken sind ebenfalls zimtfarben. Die Unterschwanzdecken sind schwarzbraun mit großen weißen Spitzen. Die Iris ist strohgelb, die unbefiederte Haut rund um das Auge ist rötlich violett. Der Schnabel ist schwarz. Die Beine und Füße sind korallenrot.
Die Weibchen sind insgesamt etwas matter gefärbt als die Männchen. Bei ihnen ist außerdem der metallisch schimmernde Gefiederteil auf dem Mantel kleiner. Die Jungvögel sind deutlich dunkler als die adulten Vögel. Die Federn der Flügeldecken und der Brust weisen bei ihnen noch zimtfarbene Säume auf. Die Füße und Beine sind bei ihnen noch mattrot.

## Verwechselungsmöglichkeiten
Im Verbreitungsgebiet der Gelbbauchtaube kommen mehrere andere Arten der Schallschwingentauben vor, mit der sie verwechselt werden kann. Die Weißstirntaube ist etwas größer als die Gelbbauchtaube und ist insgesamt blasser. Sie hat außerdem auf den Steuerfedern ein breites weißes Mittelband und die unbefiederte Haut rund um das Auge ist blau und nicht rot wie bei der Gelbbauchttaube. Darüber hinaus unterscheidet sich der Ruf, der bei der Weißstirntaube zweisilbig ist.
Die Fahltaube ist gleichfalls größer und blasser als die Gelbbauchtaube. Sie ist auf der Körperoberseite leuchtend kastanienbraun und auf der Körperunterseite sehr hell.

## Verbreitungsgebiet und Lebensraum
Die Gelbbauchtaube hat ein vergleichsweise kleines Verbreitungsgebiet und kommt nur im Südwesten Ecuadors und im Nordwesten Perus vor. Sie besiedelt hier Höhenlagen zwischen 500 und 1800 Höhenmetern. Vereinzelt wurde sie auch schon in Höhenlagen von 2625 Metern gesichtet. Es gibt Indizien dafür, dass die Gelbbauchtaube saisonale Höhenwanderungen vornimmt. Während der Trockenzeit wandert sie in höhere Lagen.
Historisch kam die Gelbbauchtaube auch in Wäldern der Tiefebenen vor. Durch die Entwaldung in diesen Regionen ist sie jedoch aus diesen Gebieten vollständig verschwunden. Die zunehmende weitere Entwaldung und die Fragmentierung der verbliebenen Waldbestände sind ein Grund für die Gefährdung der Art.
Der Lebensraum der Gelbbauchtaube sind Primärwälder und hoch gewachsene Sekundärwälder mit einem dichten Unterwuchs. Sie ist deshalb darauf angewiesen, dass es in ihrem Verbreitungsgebiet keine Waldweide durch Kühe und Ziegen gibt. Sie kommt sowohl in Hartlaubwäldern als auch immergrünen tropischen Wäldern vor, scheint diese Waldtypen jedoch abhängig von der Jahreszeit und den Regenfällen zu nutzen. Sie ist damit ein Lebensraumspezialist. So kommt sie in den Bergregenwäldern der Region Tumbes von Januar bis März vor und meidet in dieser Zeit die angrenzenden trockeneren Hartlaubwälder. Dort ist sie von Juli bis September anzutreffen. Auch ihre Fortpflanzungszeit ist regional stark unterschiedlich und scheint von der Verfügbarkeit von Nahrung abhängig zu sein, die wiederum von Waldtyp als auch den jeweiligen klimatischen Gegebenheiten beeinflusst zu sein scheint.

## Lebensweise
Das Nest der Gelbbauchtaube ist eine taubentypische lose Plattform bestehend aus kleinen Ästchen, die zwischen einem und drei Metern oberhalb des Erdbodens errichtet wird. Die Plattform wird mit kleinen Wurzeln ausgelegt. Das Gelege besteht aus zwei Eiern.

## Einzelbelege
1. ↑  Leptotila ochraceiventris in der Roten Liste gefährdeter Arten der IUCN 2016.1. Eingestellt von: BirdLife International, 2016. Abgerufen am 19. Dezember 2016.
2. 1 2 3  Gibbs, Barnes und Cox: Pigeons and Doves, S. 368.
3. 1 2  Gibbs, Barnes und Cox: Pigeons and Doves, S. 369.